# Великое герцогство Баден
Вели́кое ге́рцогство Ба́ден (нем. Großherzogtum Baden) — историческое государство, на юго-западе Германской империи, существовавшее в период с 1806 года по 1918 год.

## История
Предшествовавшее Великому герцогству маркграфство Баден было создано в XII веке и затем разделено на несколько земель, которые в 1771 году были вновь объединены в маркграфство.
В 1803 году Баден стал курфюршеством Священной Римской империи.
По Прессбургскому миру, 1805 года, Баден был возведённый в степень великого герцогства, был расширен к нему было присоединено старинное родовое владение герцогов церингенских — Брейзгау, также Констанца и другие германские земли.
В 1806 году территория Бадена расширилась в связи с распадом (развалои) Священной Римской империи. Благодаря вступлению в Рейнский союз, Баден был переименован в великое герцогство и к нему присоединены большая часть фюрстернбергских владений, ландграфство Клетгау, княжество Лейнинген и прочие.
В 1815 году Великое герцогство присоединилось к Германскому союзу.
Во время революции (переворота) 1848—1849 годов Баден был центром революционной деятельности. В 1849 году Баден стал единственным германским государством-республикой, правда, на короткое время: революция (переворот) в герцогстве была подавлена прусскими войсками.
Великое герцогство Баден осталось независимым вплоть до создания Германской империи в 1871 году.
После революции (переворота) 1918 года Баден стал частью Веймарской республики (см. Республика Баден).

### Присоединения на Верхнем Рейне

Территориальные приращения Бадена с 1801 по 1819 г.

Великое герцогство Баден возникло по итогу событий Французской революции и Наполеоновских войн, прежде всего благодаря работе баденского посланника Сигизмунда фон Райценштайн в Париже, который отстаивал прочные связи Бадена с Французской республикой и империей. В начале XIX столетия за десятилетие «лоскутное одеяло» из ряда германских государств (владений знати) вдоль Верхнего Рейна стало единой территорией после аннексии, без анклавов и эксклавов, простиравшейся от Констанца на юге по правому берегу Рейна и через Оденвальд до Вертхайма на севере.
К началу XIX века маркграфство Баденское, образованное в 1771 году от союза протестантской линии Баден-Дурлах и вымершей католической линии Баден-Баден, занимало площадь около 3600 км² с населением около 250 000 человек обоего полу. На левом берегу Рейна маркграфство потеряло в 1796 году по Парижскому договору 743 км². с 34 626 жителями, что было компенсировано обнародованным в Регенсбурге в 1803 году заключительным постановлением Имперской депутации, по которому маркграфство получило 3,4 тыс. км² и 253 396 новых поданных.
Присоединенные светские территории медиатизировались, а духовные территории секуляризировались.
Маркграфство приобрело:
- Светскую территорию: часть Курпфальца на правом берегу Рейна с городами Гейдельберг и Мангейм. Владение Лар, часть ландграфства Ганау-Лихтенберг (так называемый Ганауэрланд), имперскую долину Хармерсбах и имперские города Оффенбург, Целль-ам-Хармерсбах, Генгенбах, Юберлинген, Пфуллендорф, Вимпфен и Биберах (последние два города принадлежали Бадену недолго).
- Духовную территорию: Констанцское епископство, а также части епископств Базель, Страсбург и Шпейер, а также рыцарский монастырь Оденхейма. Кроме того, существовали имперские монастыри Петерсхаузен и Генгенбах, имперское аббатство Залем и большая часть имперского монастыря Зальманнсвейлер, а также прелатуры Шварцах, Фрауэнальб, Аллерхайлиген, Лихтенталь, Эттенхайммюнстер, Райхенау и Энинген.

25 февраля 1803 года император Франц II повысил маркграфство Баден до статуса курфюршества..
По Брненскому договору (10 — 12 декабря 1805 года), который был ратифицирован Прессбургским миром, к Бадену перешли части бывшего австрийского Брайсгау с городом Фрайбург, а также княжества Хайтерсхайм, ландфогтство Ортенау, город Констанц и ещё некоторые другие владения на Боденском озере, а также рыцарские территории, в то время как город Кель должен был быть передан Франции. Тем самым территория курфюршества выросла на 2 443 км², давшей новых 164 тыс. жителя.

### Возведение в ранг герцогства и до смены правителя (1806—1811)
12 июля 1806 г. курфюрст Карл Фридрих присоединился к Рейнскому союзу, и принял титул великого герцога и высочества. После этого Баден также получил власть над княжествами Фюрстенберг и Лейнинген, графством Вертхайм на левом берегу Майна с одноимённым городом, ландграфством Клетгау, графством Тенген и поместья князя Зальм-Райффершайд-Кратхайм. В общей сложности было получено 5 тыс. км² и 270 тыс. человек.
2 октября 1810 г. королевство Вюртемберг и великое герцогство Баден подписали договор о границе. По нему Баден приобрёл часть Брайсгау, в том числе районы в центральном Шварцвальде (Хорнберг, Шильтах, Гутах) и ландграфство Нелленбург, после чего ликвидировался последний разрыв на территории Бадена между изначальными владениями и приобретениями на Боденском озере. Взамен Бадену пришлось уступить амты Аморбаха, Мильтенберга и Хойбаха великому герцогству Гессен.
Когда великий герцог Карл Фридрих умер в 1811 г., его страна имела площадь 15 тыс. км² и население около 1 млн человек (за семь лет увеличились в четыре раза).
Как и другим государствам Рейнского союза, Бадену приходилось оплачивать коалиционные войны и выставлять воинские контингенты (в ходе четвёртой коалиционной войны баденцы oсаждали Данциг и Штральзунд, пехотный полк участвовал в подавлении испанского восстания 1808 г.). В 1810 г. правительство приняло земское право по образцу гражданского кодекса Франции, в разработке которого решающую роль сыграл государственный совет Иоганна Николауса Фридриха Брауэра. Были также признаны гражданские браки.

### Окончание наполеоновских войн и конституция (1811—1818 гг.)
После смерти Карла Фридриха престол в 1811 году унаследовал его внук Карл. Для похода Наполеона в Россию в 1812 году Баден предоставил более 6 тыс. человек, из которых лишь немногие вернулись. В ходе последовавшей за тем освободительной войны в Германии Рейнский союз был распущен, Баден из-за близости Франции и женитьбы герцога на приёмной дочери Наполеона Стефании де Богарне колебался дольше, чем соседние Бавария и Вюртемберг, вплоть до Битвы Наций. Только в середине ноября 1813 года, после заседания Государственного совета, Баден расторг союзный договор. На Венском конгрессе его границы остались неизменными, а сам он присоединился к Германскому союзу.
В 1818 году Аахенский конгресс признал право престолонаследия за сыновьями Карла Фридриха от второго морганатического брака с Луизой Каролиной фон Гохберг, ибо сыновья от первого брака не оставили мужского потомства (в 1830-е годы это решение было омрачено делом Каспара Хаузера). Существовавший с Баварией пограничный спор из-за владений Пфальца на правом берегу Рейна был разрешён в пользу герцогства.

### Обретение конституции и парламента
Ещё в 1808 году правительство объявило, что в Бадене будет принята конституция. Однако только в 1814 году по инициативе барона Карла Вильгельма Маршалла фон Биберштейна были предприняты конкретные шаги по формированию комиссии, занимавшейся составлением конституции. Содержание в основном было написано либеральным политиком Карлом Фридрихом Небениусом. С конституцией от 22 августа 1818 года Баден стал конституционной монархией. Являвшаяся самой либеральной среди аналогов в Германском союзе, документ предусматривал создание парламента в виде сословного собрания с двумя палатами.
Положение о выборах в нижнюю палату было опубликовано 23 декабря 1818 году и основывалось на непрямых выборах. Имеющим право избирателям не разрешалось принадлежать к первой палате или иметь право голосовать там. Кандидатам должно было быть не менее 25 лет. Допускались только мужчины, которые также имели гражданство своей общины или должны были занимать государственные должности — 1819 году только 17% населения имели право голоса. 2500 выборщиков, избранных имеющими право голоса, окончательно определяли 63 депутата. Вторая палата Бадена была единственной среди земель Германского союза, полностью свободной от сословных элементов.

## Правительство
Глава государства — Великий герцог, законодательный орган — Баденское сословное собрание (Badische Ständeversammlung), состояло из Первой палаты (Erste Kammer), состоявшей из титулованного дворянства, и Второй палаты (Zweite Kammer), избиравшийся выборщиками на основе имущественного ценза. Исполнительный орган — Баденское государственное министерство (Badische Staatsministerium), назначался Великим Герцогом и нёс перед ним ответственность.
Великие герцоги из династии Церингенов:
- 1806—1811: Карл Фридрих (* 1728; † 1811)
- 1811—1818: Карл (* 1786; † 1818)
- 1818—1830: Людвиг I (* 1763; † 1830)
- 1830—1852: Леопольд (* 1790; † 1852)
- 1852—1858: Людвиг II (* 1824; † 1858)
- 1858—1907: Фридрих I (* 1826; † 1907), (с 1852 г. — регент)
- 1907—1918: Фридрих II (* 1857; † 1928)

## Административное деление
Территория Бадена делилась на округа (Landeskommissärbezirk) (до 1864 года — kreis), округа на районы (bezirksamt), районы на общины (gemeinde). Во главе района стояли амтманны (amtmann), представительные органы общин — общинные советы (gemeinderat), во главе общин бургомистры или старосты (gemeindevorsteher).
- Фрайбургский округ (Landeskommissärbezirk Freiburg)
- Карлсруйский округ (Landeskommissärbezirk Karlsruhe)
- Констанцский округ (Landeskommissärbezirk Konstanz)
- Маннхеймский округ (Landeskommissärbezirk Mannheim)

## Правовая система
Высший судебный орган — Карлсруйский Оберландесгерихт (Oberlandesgericht Karlsruhe), ранее — высший надворный суд (Oberhofgericht Mannheim), суды апелляционной инстанции — ландгерихты (landgericht), ранее — районные и надворные суды (kreis- und hofgericht) (до 1864 г. — надворные суды (hofgericht)), суды первой инстанции — амтсгерихты (amtsgericht) (до 1857 — бециксамты).
- (Фрайбургский округ)
  - Фрайбургский Ландгерихт (Landgericht Freiburg)
  - Оффенбургский Ландгерихт (Landgericht Karlsruhe)
- (Карлсруйский округ)
  - Карлсруйский Ландгерихт (Landgericht Karlsruhe)
- (Констанцский округ)
  - Констанцский Ландгерихт (Landgericht Konstanz)
  - Вальдсхутский Ландгерихт (Landgericht Waldshut)
- (Маннхеймский округ)
  - Маннхеймский Ландгерихт (Landgericht Mannheim)
  - Мосбахмский Ландгерихт (Landgericht Mosbach)

## Силовые структуры

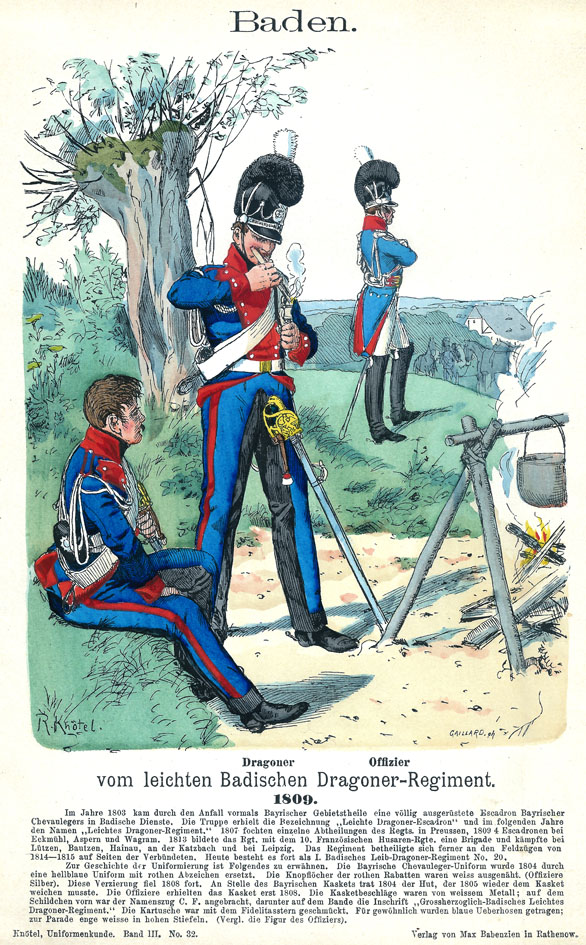
Баденские драгуны, 1809 год, рисунок Рихарда Кнотеля.

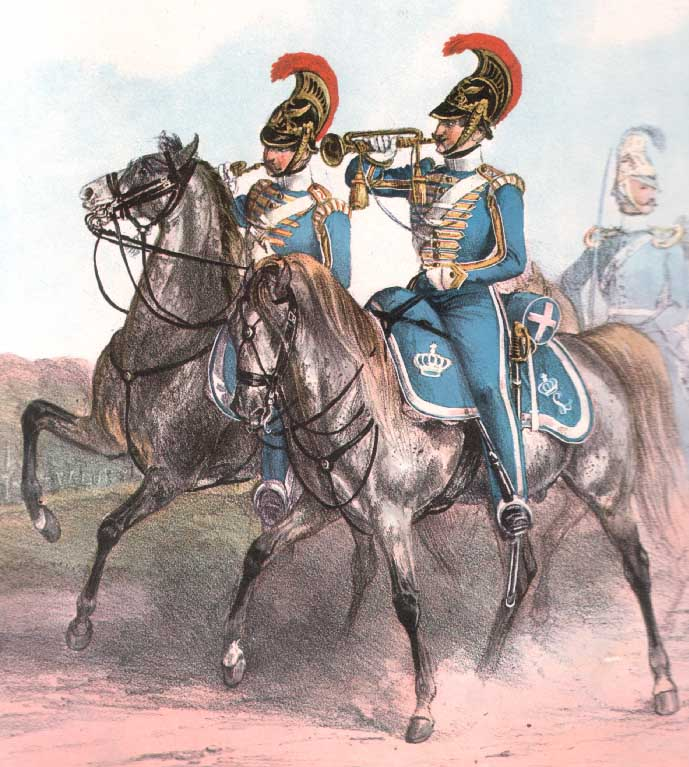
Трубачи 2-го Драгунского полка, в 1830-х годах.

В 1810-х годах существовал драгунский полк «фон Гойзау» Баденской армии. 
Баденские войска, участвовали в Наполеоновских войнах на стороне Франции, а также при усмирении восстания (бунта) леворадикалов Фридриха Геккера, в 1848 году, в Бадене, и ими командовал нидерландский генерал, немецкого происхождения, Фридрих Гагерн (Gagern).
Решениями ландтага Великого герцогства Баден, в 1868 году, была введена в государстве всеобщая воинская повинность. 
В силу Военной конвенции, от 25 ноября 1870 года, подписанной с Пруссией, Баденские войска (Вооружённые силы) образовывали составную часть Прусской армии, эта конвенция постановила, что баденский контингент есть непосредственная составная часть прусской армии, что к прусскому королю, как к союзному военачальнику, переходят все права и обязанности главнокомандующего, и что Баден предоставляет в распоряжение прусского военного управления соответствующую сумму на содержание сухопутной армии союза.
Баденские войска (Баденская армия), с 1 мая 1871 года, вместе с двумя прусскими пехотными полками и одним прусским кавалерийским полком составляли 14-й (XIV) корпус прусской армии, с главным управлением в городе Карлсруэ и дивизионными управлениями в городах Карлсруэ и Фрейбурге, и который в мирное время был расположен в Бадене и в верхнеэльзасском округе. 
17 декабря 1871 года было упразднено военное министерство.
Баденская дивизия была поставлена под главное начальство генерала Вердера, и сначала она участвовала в осаде Страссбурга, потом сражалась при Дижоне и принимала с 15 по 17 июня 1871 года участие в победоносных битвах при Бельфоре против армии Бурбаки.

### Формирования
- Военное министерство, было упразднено 17 декабря 1871 года[9]
- Генеральный штаб
- Баденская армия
  - 1-й гренадерский полк
  - 2-й гренадерский полк
  - 3-й пехотный полк
  - 4-й пехотный полк
  - 5-й пехотный полк
  - 6-й пехотный полк
  - 1-й драгунский полк
  - 2-й драгунский полк
  - 3-й драгунский полк
  - Артиллерийский полк
- Баденская полиция
- Ландвер:
  - Батальон ландвера Герлахсхайм (Landwehr-Bataillon Gerlachsheim) (110-й (2-й вюртембергский пехотный полк ландвера)
  - Батальон ландвера Хайдельберга (Landwehr-Bataillon Heidelberg) (110-й (2-й вюртембергский пехотный полк ландвера)
  - Батальон ландвера Брухзаля (Landwehr-Bataillon Bruchsal) (111-й (3-й вюртембергский) пехотный полк ландвера)
  - Батальон ландвера Карлсруе (Landwehr-Bataillon Carlsruhe) (111-й (3-й вюртембергский) пехотный полк ландвера)
  - Батальон ландвера Раштатта (Landwehr-Bataillon Rastatt) (112-й (4-й вюртембергский) пехотный полк ландвера)
  - Батальон ландвера Оффенбурга (Landwehr-Bataillon Offenburg) (112-й (4-й вюртембергский) пехотный полк ландвера)
  - Батальон ландвера Фрайбурга (Landwehr-Bataillon Freiburg) (113-й (5-й вюртембергский) пехотный полк ландвера)
  - Батальон ландвера Лёраха (Landwehr-Bataillon Lörrach) (113-й (5-й вюртембергский) пехотный полк ландвера)
  - Батальон ландвера Донауэшингена (Landwehr-Bataillon Donaueschingen) (114-й (6-й вюртембергский) пехотный полк ландвера)
  - Батальон ландвера Штокаха (Landwehr-Bataillon Stockach) (114-й (6-й вюртембергский) пехотный полк ландвера)

На начало XX столетия набор новобранцев, в Великогерцогские Баденские полки, производился Пруссией, при содействии Баденских гражданских властей. Прусским королевством производилось и всё управление контингентом, офицеры были прусские.
Баденское население комплектовало:
- 7 трехбатальонного состава пехотных полка;
- два двухбатальонного состава пехотных полка;
- три драгунских полка;
- пять полевой артиллерии полков;
- один полк пешей артиллерии двухбатальонного состава;
- один пионерный батальон;
- один обозный батальон[8].

## Население
- Фрайбургский округ
  - Фрайбург — 61.504
  - Оффенбург — 13.664
- Карлсруйский округ
  - Карлсруе — 97.185
  - Пфорцхайм — 43.351
- Констанцский округ
  - Констанц — 21.445
  - Филлинген — 7.819
- Манхеймский округ
  - Манхейм — 141.131
  - Хайдельберг — 40.121

## Экономика
Денежная единица — марка (до 1871 года — Баденский гульден), разменная монета — пфенниг. Оператор железнодорожных сообщений — Великогерцогские государственные железные дороги (Großherzoglich Badische Staatseisenbahne), трамвай существовал в Мангейме, Гейдельберге, Фрайбурге, Карлсруе, Пфорцгейме оператор почты и телефона — Баденская государственная почта.